# Junta Eclesiàstica (1705)
La Junta Eclesiàstica o Junta d'eclesiàstics fou una junta de govern, creada temporalment per l'arxiduc Carles III durant el setge de Barcelona de l'any 1705 que, juntament amb la Junta de Cavallers, assessorava i assistia al monarca en la governança de Catalunya.
Fou fundada el 18 de setembre de 1705, i en formaven part:
- Fra Guillem Gonyalons, bisbe de Solsona
- Genar Colom, abat de Camprodon
- Josep Asprer, ardiaca d'Andorra
- Josep Bosc, canonge de Vic
- Josep Bru, cambrer del monestir de Ripoll
- Felicià Saiol, santjoanista[2]
- Francesc de Cordelles, abat de Gerri

El 28 d'octubre del mateix any 1705, l'Arxiduc creava l'anomenada Junta d'Estat.